# Бодлива шипка
Бодливата шипка (Rosa spinosissima) е вид храст от семейство Розови (Rosaceae).

## Разпространение
Растението се среща в долния и средния планински пояс до височина около 1500 m.

## Описание
Бодливата шипка е висока до 1 метър. Има изправени клонки и многобройни игловидни шипове. Листата са сложни, нечифтоперести със 7 или 9 листчета, които от горната страна са голи, а от долната – жлезисти. Цветовете са единични, чашчелистчетата им са от вътрешната страна гладки, а от външната – покрити с власинки. Плодът е сферичен и тъмен на цвят.